# Volksgesetzgebung in Hamburg
Mit der Volksgesetzgebung in der Freien und Hansestadt Hamburg übt das Stimmvolk den Gesetzgebungsprozess unmittelbar aus. Es kann sich damit selbst Gesetze geben, diese ändern oder aufheben, ohne den Umweg über die repräsentativen Demokratie (indirekte Demokratie), also der Wahl von Volksvertretern in das Landesparlament, beschreiten zu müssen. Die moderne Volksgesetzgebung als Teil der direkten Demokratie des Landes, wurde neuerlich 1996 eingeführt. 
Die Instrumente Bürgerbegehren und Bürgerentscheid sind hingegen kein Teil der Volksgesetzgebung, da sie nur auf der Ebene der Hamburger Bezirke angewandt werden (entspricht der kommunalen Ebene in einem Flächenstaat) und dort keine Gesetzgebungskompetenz liegt.

## Geschichte
Bereits die Hamburger Verfassung vom 7. Januar 1921 enthielt die Möglichkeit eines Volksentscheides und Volksbegehrens. Diese konnten in begrenzten Fällen Bürgerschaftsbeschlüsse außer Kraft setzen und sogar die Auflösung der Bürgerschaft zur Folge haben. Während des Bestehens dieser Verfassung bis zu ihrem Ende in der Zeit des Nationalsozialismus fand niemals ein Volksbegehren oder -entscheid statt. Die 1952 verabschiedete endgültige Nachkriegsverfassung sah eine solche Möglichkeit zunächst nicht mehr vor.
Nach mehrjähriger Diskussion folgte 1996 die SPD-geführte (Senat Voscherau III) Hamburgische Bürgerschaft weitgehend den Empfehlungen einer Enquete-Kommission und führte durch eine Verfassungsänderung als letztes deutsches Bundesland die Möglichkeit zur Volksgesetzgebung wieder ein. Bereits 1998 kam es zu den beiden ersten Volksentscheiden, die beide auf einen weiteren Ausbau der direkten Demokratie in Hamburg zielten. Das einfachgesetzliche Begehren auf Einführung von Bürgerbegehren und Bürgerentscheiden in den Hamburger Bezirken wurde vom Stimmvolk angenommen. Die zweite, verfassungsändernde Vorlage zielte auf eine Absenkung der Beteiligungshürden und scheiterte unecht am Quorum. Die Bürgerschaft griff 2001 die begehrten Verfassungsänderungen auf.
In der Folge blieb die Volksgesetzgebung in Hamburg allerdings umstritten und die nach der Wahl im Februar 2004 mit absoluter Mehrheit regierende CDU (Senat von Beust II) führte mittels einer Reform eine Reihe von Verschärfungen in der Volksgesetzgebung ein. Infolge des erfolgreichen Volksbegehrens »Rettet den Volksentscheid« beschloss die Hamburgische Bürgerschaft am 14. Juni 2007 eine weitere Reform der Volksgesetzgebung, die bis auf unwesentliche redaktionelle Änderungen dem bis 2005 geltenden Gesetz entspricht. Die Erschwerungen wurden somit wieder rückgängig gemacht und darüber hinaus eine begrenzte Form des fakultativen Referendums eingeführt.
Weitere Volksbegehren in Hamburg richteten sich gegen die Privatisierung der städtischen Krankenhäuser (2004), die Reform des Wahlrechts (2004), eine Schulreform (2010) und eine Rekommunalisierung der Energienetze (2013).
Im Zusammenhang mit der Bewerbung als Austragungsort für Olympia führte die Hamburgische Bürgerschaft 2015 die Möglichkeit des Parlamentsreferendums ein. Bei dem entsprechenden Plebiszit im gleichen Jahr sprach sich das Stimmvolk jedoch mit knapper Mehrheit gegen die Bewerbung der Stadt aus.

## Gesetzliche Bedingungen
Die Rechtsgrundlagen für die Volksgesetzgebung in Hamburg wurden mit dem Fünften Gesetz zur Änderung der Verfassung der Freien und Hansestadt Hamburg vom 29. Mai 1996 geschaffen. Damit wurde im Stadtstaat Hamburg ein zusätzliches Element der direkten Demokratie auf Landesebene eingeführt. Sie ist in den Artikel 48 und 50 der Verfassung niedergelegt. Die näheren Regelungen für die Volksgesetzgebung finden sich im Gesetz zu Volksinitiative, Volksbegehren und Volksentscheid.

## Instrumente der Volksgesetzgebung
Das Land Hamburg kennt insgesamt fünf Instrumente der Volksgesetzgebung:
- Volkspetition
- Volksinitiative
- Volksbegehren
- Volksentscheid
- Fakultatives Referendum

### Volkspetition
Mit der Volkspetition können die Bürger ein Anliegen vor die Hamburgische Bürgerschaft bringen. Dieses muss von der Hamburgischen Bürgerschaft in einem geeigneten Ausschuss behandelt werden, wobei die Petenten dort ein Anhörungsrecht besitzen. Für eine erfolgreiche Volkspetition müssen 10.000 Unterschriften gesammelt werden, eine besondere Frist für die Sammlung gilt dabei nicht.

### Volksinitiative
Mit einer Volksinitiative können die Bürger ein Anliegen vor die Hamburgische Bürgerschaft zur verbindlichen Behandlung im Plenum bringen. Sie ist zugleich der notwendige erste Schritt zur Einleitung eines Volksbegehrens. Für eine erfolgreiche Volksinitiative müssen in einer Frist von sechs Monaten die Unterschriften von 10.000 Wahlberechtigten gesammelt werden. Übernimmt die Hamburgische Bürgerschaft das Anliegen nicht in einer Frist von vier Monaten, können die Initiatoren der Volksinitiative ein Volksbegehren einleiten.

### Volksbegehren
Mit einem Volksbegehren können die Bürger ein Anliegen vor die Hamburgische Bürgerschaft zur verbindlichen Behandlung im Plenum bringen. Es ist zugleich der notwendige Schritt zur Durchführung eines Volksentscheids. Für ein erfolgreiches Volksbegehren müssen in einer Frist von drei Wochen 5 % (ca. 60.000) der wahlberechtigten Einwohner Hamburgs dieses unterschreiben. Übernimmt die Hamburgische Bürgerschaft ein erfolgreiches Volksbegehren nicht in einer Frist von vier Monaten, kommt es zum Volksentscheid.

### Volksentscheid
Beim Volksentscheid stimmen die wahlberechtigten Bürger direkt über das Anliegen eines Volksbegehrens ab. Sie können dabei nur mit „Ja“ oder „Nein“ abstimmen. Die Hamburgische Bürgerschaft kann mit der Mehrheit ihrer Mitglieder beschließen, beim Volksentscheid eine konkurrierende Vorlage ebenfalls zur Abstimmung zu stellen. In diesem Fall können die Abstimmenden bei beiden Vorlagen jeweils mit „Ja“ oder „Nein“ abstimmen.
Damit eine Vorlage im Volksentscheid als angenommen gilt, muss sie sowohl die Mehrheit der abgegebenen Stimmen erhalten (bzw. eine Zweidrittelmehrheit bei Verfassungsänderungen) als auch ein Zustimmungsquorum überspringen. Letzteres hängt davon ab, ob der Volksentscheid eigenständig oder zeitgleich mit einer Bürgerschafts- oder Bundestagswahl stattfindet:
1. Eigenständiger Volksentscheid
 Eine Vorlage muss die Zustimmung von insgesamt 20 % der Wahlberechtigten erhalten.
2. Zeitgleich mit einer Bürgerschafts- oder Bundestagswahl
 Eine Vorlage muss eine Anzahl an Ja-Stimmen erreichen, die der Mehrheit der in dem gleichzeitig gewählten Parlament repräsentierten Hamburger Stimmen entspricht.

Erhalten beide Vorlagen mehr „Ja“- als „Nein“-Stimmen und schaffen es beide das Zustimmungsquorum zu überspringen, gilt diejenige Vorlage als angenommen, die nach Abzug aller „Nein“-Stimmen die meisten „Ja“-Stimmen vorweisen kann.

### Fakultatives Referendum
Als eines von zwei Bundesländern in Deutschland kennt Hamburg (neben Bremen) das Instrument des fakultativen Referendums. Dabei können die Bürger über ein vom Parlament beschlossenes Gesetz eine direkte Abstimmung erwirken, wenn ausreichend Unterschriften hierzu vorgelegt werden. In Hamburg ist das fakultative Referendum aber auf von der Bürgerschaft beschlossene Gesetze, die zuvor durch einen Volksentscheid angenommen worden waren, und auf das Wahlgesetz beschränkt. Für ein erfolgreiches fakultatives Referendum müssen in Hamburg 2,5 % (ca. 32.000) Wahlberechtigte innerhalb von drei Monaten nach Beschlussfassung unterschreiben. Ist es erfolgreich und nimmt die Hamburgische Bürgerschaft den Gesetzesbeschluss nicht wieder zurück, muss innerhalb von vier Monaten ein Volksentscheid über die Gesetzesänderung durchgeführt werden.

## Einzelne Volksgesetzgebungsverfahren
Seit der Wiedereinführung der Volksgesetzgebung in Hamburg im Jahre 1996 kam es zu einer ganzen Reihe von Volksinitiativen und Volksbegehren, von denen bis 2011 sieben in einem Volksentscheid der Bevölkerung zur Abstimmung gestellt wurden. Weitere acht Initiativen und Begehren wurden, bevor es zu einer Abstimmung kam, von der Hamburgischen Bürgerschaft entweder sachgleich oder in einer Kompromisslösung zwischen Parlament und Initiatoren übernommen. Die hinter den Verfahren angegebenen Kürzel (bspw. VI01) verweisen auf den entsprechenden Eintrag in den Tabellen im unten stehenden Abschnitt.

### Initiativen zur direkten Demokratie
Die Ausgestaltung der direkten Demokratie selbst war das erste Thema, das in Hamburg durch die Volksgesetzgebung aufgegriffen wurde. Eine Vielzahl dieser Initiativen wurde vom Verein Mehr Demokratie – dessen Zweck der Ausbau und die Förderung der direkten Demokratie in Deutschland ist – im Bündnis mit anderen Organisationen ins Leben gerufen. Teilweise waren diese Initiativen direkte Reaktionen auf Beschlüsse der Hamburgischen Bürgerschaft zur Reform der direktdemokratischen Regelungen des Landes.
Die beiden ersten in Hamburg auf den Weg gebrachten Volksinitiativen (VI01 und VI02) hatten eine Erleichterung der direkten Demokratie auf Landesebene bzw. die Einführung von Bürgerbegehren und Bürgerentscheid in Hamburg zum Ziel. Beide waren erfolgreich und gelangten schließlich am 27. September 1998 – dem Tag der Bundestagswahl – zum Volksentscheid. Während die Forderung nach Einführung von Bürgerbegehren und Bürgerentscheid als einfachgesetzliche Regelung mit 74,1 % bei 66,7 % Wahlbeteiligung angenommen wurde, scheiterte die auf eine Änderung der Landesverfassung zielende Erleichterung der Volksgesetzgebung bei gleicher Wahlbeteiligung und mit 73,2 % nur geringfügig niedrigerer Zustimmung am Quorum.
Die nächste Initiative (VI04) zum Ausbau der Volksgesetzgebung wurde im Jahre 2000 von der Partei Der springende Punkt ergriffen. Sie scheiterte aber an mangelnden Unterschriften und die Partei löste sich noch im gleichen Jahr auf. Genauso scheiterte im folgenden Jahr eine Volksinitiative (VI07) der Statt Partei zum Ausbau der direkten Demokratie in Hamburg.
Nachdem die CDU in der Bürgerschaftswahl von 2004 die absolute Mehrheit der Sitze errang, kündigte sie eine Reform der Volksgesetzgebung an, die zu Jahresbeginn 2005 schließlich Gültigkeit erlangte. Die CDU nutzte ihre Parlamentsmehrheit dazu, das Abstimmungsgesetz dahingehend zu ändern, dass die Unterstützung von Volksinitiativen und Volksbegehren nur noch durch Amtseintragung erfolgen konnte. Die zuvor gültige freie Sammlung, also die Möglichkeit, sich auf der Straße in eine Unterstützerliste einzutragen, wurde abgeschafft. Die verfassungsrechtlichen Grundlagen der Volksgesetzgebung in Hamburg blieben indes unangetastet, da dies eine Zweidrittelmehrheit erfordert hätte und alle anderen in der Bürgerschaft vertretenen Parteien sich gegen eine Reform der direkten Demokratie in Hamburg wandten. Zusammen mit Bündnispartnern startete der Verein Mehr Demokratie noch Ende 2004 eine Volksinitiative (VI18) mit dem Titel »Rettet den Volksentscheid« zur Rücknahme der Gesetzesreform. Nur einen Monat später initiierte er eine zweite Volksinitiative (VI19) mit dem Titel »Hamburg stärkt den Volksentscheid«, die den Ausbau der Volksgesetzgebung in der Landesverfassung durch die Einführung eines fakultativen Referendums forderte. Nachdem die Initiative »Rettet den Volksentscheid« im Februar/März 2007 mit 100.062 Unterschriften sehr erfolgreich angenommen wurde, beschloss die Hamburger CDU-Fraktion am 26. März 2007, das Volksbegehren in der Bürgerschaft zu übernehmen, so dass der Volksentscheid entfiel. Das zweite Begehren wurde schließlich am 14. Oktober 2007 zur Abstimmung gestellt und verfehlte mit 75,9 % Zustimmung bei 39,1 % Abstimmungsbeteiligung das notwendige Quorum.
Noch im gleichen Jahr startete Mehr Demokratie e. V. in Hamburg eine weitere Volksinitiative mit dem Titel »Für faire und verbindliche Volksentscheide« (VI22). Die Kernforderungen der vorangegangenen Initiative waren dabei um Forderungen ergänzt, die Abstimmungsquoren zu senken, bzw. wenn möglich die Zusammenlegung von Abstimmungen mit Wahlen verbindlich vorzuschreiben. Nachdem die CDU in der Folge der Bürgerschaftswahl 2008 die absolute Mehrheit verloren hatte und eine Koalition mit der GAL eingegangen war, zeichnete sich eine Kompromisslösung ab. Am 10. Dezember 2008 beschloss die Hamburgische Bürgerschaft schließlich eine Verfassungsänderung, bei der die Kernforderungen der vorangegangenen Volksinitiativen – Einführung eines fakultativen Referendums in Hamburg, verpflichtende Zusammenlegung von Abstimmungs- und Wahltagen, Senkung der Abstimmungsquoren – enthalten waren.

### Initiativen zum Wahlrecht
Im Jahre 2001 startete der Verein Mehr Bürgerrechte (später: Mehr Demokratie e. V.) eine erfolgreiche Volksinitiative (VI06) zur Veränderung des Hamburger Wahlrechts. Ziel war es, den Bürgern mehr Einfluss auf die Zusammensetzung der Hamburgischen Bürgerschaft zu geben. Bis dahin konnten die Wählenden in Hamburg lediglich eine Stimme für eine Partei vergeben. Die Volksinitiative sah zum einen die Einführung von Mehrmandatswahlkreisen vor und zum anderen eine personalisierte Verhältniswahl vor, bei der die Wähler jeweils bis zu fünf Stimmen direkt auf einzelne Kandidaten in ihrem Wahlkreis bzw. auf der Landesliste verteilen können sollten. Von den 121 Abgeordneten der Bürgerschaft wären 71 aus den Wahlkreisen und 50 über die Landesliste in das Parlament eingezogen.
Nachdem auch das Volksbegehren (VB04) von der Bürgerschaft nicht übernommen worden war, kam es am 13. Juni 2004, gleichzeitig zur Wahl zum Europäischen Parlament zum Volksentscheid. Bei der Abstimmung lagen den Wählern zwei Gesetzentwürfe für die Änderung des Hamburger Wahlrechts vor: einer des eingetragenen Vereins Mehr Bürgerrechte und ein weiterer Entwurf der Hamburgischen Bürgerschaft. Die Vorlage der Bürgerschafts-Parteien »Bürgernahe Demokratie – 50 Wahlkreise für Hamburg« erreichte mit 197.524 Ja-Stimmen (16,3 %, Nein-Stimmen: 169.446) nicht das erforderliche Quorum und war somit erfolglos. Der Entwurf des Vereins Mehr Bürgerrechte »Mehr Bürgerrechte – Ein neues Wahlrecht für Hamburg« war mit 256.507 Ja-Stimmen (21,1 % der Wahlberechtigten) zu 129.035 Nein-Stimmen erfolgreich. Durch den Volksentscheid wurde ein neues Wahlrecht beschlossen, welches noch 2004 in Kraft trat.
Ende 2006 änderte die Hamburgische Bürgerschaft mit den Stimmen der über die absolute Mehrheit verfügenden CDU das im Volksentscheid angenommene Wahlrecht in Teilen, bevor dieses überhaupt zur Anwendung kam. Dieser Vorgang war insofern ein Novum, als es zum ersten Mal in der Geschichte der BRD das Wahlrecht eines Bundeslandes nicht im Konsens aller im Parlament vertretenen Parteien geändert und zugleich ein bestehendes Wahlrecht vor dessen erstmaliger Anwendung reformiert wurde. In der Folge kam es zu Klagen sowohl der SPD, der GAL als auch des Vereins Mehr Bürgerrechte vor dem Hamburger Verfassungsgericht gegen diesen Schritt; das Gericht gab den Klägern schließlich in Teilen recht.
Um auch die vom Verfassungsgericht nicht beanstandeten Wahlrechtsänderungen der CDU-Mehrheit erneut zu ändern, brachte der Verein 2008 erneut eine Volksinitiative (VI23) auf den Weg. Zum ebenfalls erfolgreichen Volksbegehren (VB11) konnte 2009 mit dem mittlerweile von CDU und GAL gebildeten Senat ein Kompromiss ausgehandelt werden, der in der Bürgerschaft angenommen wurde.

### Initiativen zu Privatisierungen

#### Privatisierung der landeseigenen Krankenhausbetriebe: »Gesundheit ist keine Ware«
Mit der 2002 gestarteten Volksinitiative »Gesundheit ist keine Ware« (VI10) ging es um die Verhinderung des damals geplanten Verkaufs des Landesbetriebes Krankenhäuser (LBK). Beim Volksentscheid am 29. Februar 2004 sprach sich die Mehrheit der Abstimmenden (76,8 Prozent) bei einer Beteiligung von 64,9 % gegen einen Verkauf aus. Der Initiative lag allerdings kein Gesetzentwurf zugrunde, sondern lediglich eine "Empfehlung" an den Senat.
Trotz dieses Votums veräußerte der Hamburger Senat 2007 den Landesbetrieb an das Unternehmen Asklepios Kliniken. Das Hamburgische Verfassungsgericht entschied am 15. Dezember 2004, dass der Verkauf auch bei gegenteiligem Ausgang des Volksentscheids rechtens war.

#### Rekommunalisierung der Energienetze: »Unser Hamburg – Unser Netz«
Gestartet ist die Volksinitiative Unser Hamburg – Unser Netz am 5. Juli 2010. Ziel ist die Rekommunalisierung der Energienetze und Etablierung „echter“ Stadtwerke, das heißt eines Stadtwerks mit eigenen Energienetzen, demokratisch kontrolliert. Getragen wird die Initiative von über 30 Bündnispartnern, dazu gehören unter anderem der BUND Hamburg, die Verbraucherzentrale Hamburg, Kirchen sowie Verbände aus dem Bereich Erneuerbare Energien. Der Bund der Steuerzahler Hamburg e. V. hat die Initiative anfangs unterstützt, sich jedoch später den Gegnern der Verstaatlichung der Energienetze angeschlossen. Zentrale Forderung der Initiative ist die Rücknahme der Verteilnetze für Strom, Gas und Fernwärme zu 100 Prozent, um eine Umstellung auf eine dezentrale und effiziente Energieversorgung aus erneuerbaren Energien mit demokratischer Kontrolle dieser Infrastrukturen zu ermöglichen. Als Finanzierungshilfe für rekommunalisierte Energienetze in Hamburg wird sich die im April 2013 gegründete EnergieNetz Hamburg e.G. direkt oder indirekt um die zur Disposition stehenden Energienetz-Konzessionen bewerben.
Nachdem sich die Hamburgische Bürgerschaft die Ziele der Volksinitiative im Dezember 2010 nicht zu eigen gemacht hatte, meldete Unser Hamburg – unser Netz am 20. Januar 2011 beim Senat der Freien und Hansestadt das Volksbegehren form- und fristgerecht an. In der Zeit vom 1.–21. Juni 2011 wurden mit rund 116.000 Stück mehr als das Doppelte der notwendigen Unterschriften gesammelt. Damit ist das Volksbegehren zustande gekommen.
Auf Antrag der Initiative Unser Hamburg – unser Netz hat am 22. September – dem Tag der Bundestagswahl 2013 – ein Volksentscheid stattgefunden.
Der Abstimmungstext beim Volksentscheid lautete:

„Senat und Bürgerschaft unternehmen fristgerecht alle notwendigen und zulässigen Schritte, um die Hamburger Strom-, Fernwärme- und Gasleitungsnetze 2015 wieder vollständig in die Öffentliche Hand zu übernehmen. Verbindliches Ziel ist eine sozial gerechte, klimaverträgliche und demokratisch kontrollierte Energieversorgung aus erneuerbaren Energien.“

Gegner der Rückabwicklung bestehender Verträge – darunter eine unbefristete Fernwärme-Konzession – mit Vattenfall und vollständiger Rekommunalisierung der Hamburger Energienetze waren neben den Energiekonzernen Vattenfall und Eon, SPD-Parteimitglieder, geführt von Bürgermeister Olaf Scholz (SPD), Hauke Wagner (SPD/Vattenfall) und der parteilose CDU-Bürgerschaftsabgeordnete Walter Scheuerl, mit seiner Unser Hamburg – gutes Netz-Initiative sowie die FDP. Eine breite Allianz von Wirtschaftsorganisationen sprach sich ebenfalls gegen einen vollständigen Rückkauf aus, unter anderem die Handelskammer Hamburg, die Handwerkskammer Hamburg und der Industrieverband Hamburg (IVH).
Nach anfänglich noch starker Zustimmung zu einer Rekommunalisierung der Energienetze von 64 Prozent im Februar 2013 sank die Zustimmung auf 58 Prozent im Juni 2013 und auf Umfragewerte mit einer hauchdünnen Mehrheit für die Gegner einer Rekommunalisierung wenige Tage vor dem Volksentscheid. Bei der Abstimmung am Tag der Bundestagswahl 2013 sprachen sich schließlich von 1.293.102 Abstimmungsberechtigten nach dem endgültigen amtlichen Ergebnis bei 14.968 ungültigen Stimmen 444.352 (50,9 Prozent) für und 428.980 (49,1 Prozent) gegen die Vorlage der auf den vollständigen Rückerwerb der Energienetze gerichteten Volksinitiative „Unser Hamburg – unser Netz“ aus. Die Vorlage ist damit angenommen.

### Initiativen zu Bildungsreformen

#### Rücknahme der beschlossenen Schulreformen: »Wir wollen lernen«
Bei der Volksinitiative »Wir wollen lernen« (VI24) ging es um einen Aspekt der vom schwarz-grünen Senat zuvor beschlossenen Schulreformen, nämlich um die Frage, ob verpflichtend für alle Schüler die sechsjährige Primarschule die bisherige vierjährige Grundschule ersetzen soll und ob damit das noch bestehende Elternwahlrecht, nach Klasse 4 eine weiterführende Schule auswählen zu können, aufgehoben wird.
Die Initiatoren verwiesen im Wesentlichen darauf, dass nicht die Schulform, sondern die einzelne Lernbeziehung über Erfolg und Gerechtigkeit im Bildungswesen entscheide. Daher sei die Abschaffung der Grundschulen und die Einführung der Primarschulen überflüssig. Die enormen Kosten der Umstrukturierung von ca. 500 Millionen Euro sollten eher für eine bessere Ausstattung der bisherigen Schulen aufgewendet werden. Außerdem seien die Schulen noch mit anderen gravierenden Reformen beschäftigt, bspw. der Einführung des verkürzten Abiturs (G8) und der Zusammenlegung aller weiterführenden Schulen mit Ausnahme des Gymnasiums zu Stadtteilschulen. Erst wenn diese Reformen abgearbeitet und evaluiert seien, könne über weitere Reformen entschieden werden. Insbesondere verwiesen die Initiatoren auch darauf, dass die Bildungsergebnisse in Berlin, wo die sechsjährige Grundschule zuvor bereits eingeführt worden war, als außerordentlich schlecht belegt seien, wohingegen die in Bildungsvergleichen führenden Bundesländer, insbesondere Bayern und Baden-Württemberg, an der vierjährigen Grundschule festhalten.
Die Gegner der Initiative wollten ursprünglich das Elternwahlrecht ganz abschaffen, vertreten nun aber ein Elternwahlrecht nach Klasse 6. Entscheidend ist für sie, dass niemand die Möglichkeit erhält, bereits nach Klasse 4 auf das Gymnasium zu wechseln, weil damit eine Spaltung der Gesellschaft betrieben würde. Der Initiative wird so genannter Bildungsegoismus vorgeworfen, weil diese in Wirklichkeit gar keine effektivere Schulstruktur anstrebe, sondern hauptsächlich nur eine bessere Bildung für Gymnasialschüler anstrebe. Dies aber verstärke die Spaltung der Gesellschaft. Statt dieser Spaltung solle die Primarschule helfen, sozial bedingte Bildungsunterschiede auszugleichen, indem sie sich auf die Förderung der leistungsschwächeren Schüler konzentriere.
Die Volksinitiative und Volksbegehren waren erfolgreich, so dass es am 18. Juli 2010 zum Volksentscheid kam. Auf der Grundlage der Wahlberechtigten der vorangegangenen Bürgerschaftswahl (1.251.686 Personen) waren mindestens 247.335 Ja-Stimmen (20 %) für einen erfolgreichen Volksentscheid nötig.
Neben der Vorlage der Initiative »Wir wollen lernen« wurde auch eine Vorlage der Bürgerschaft zur Abstimmung gestellt. Es wurden 492.057 Stimmen abgegeben, was 39,3 % der Wahlberechtigten entspricht. 276.034 stimmten für die Vorlage der Initiative, 200.093 dagegen. Für die Vorlage der Bürgerschaft stimmten 218.065 Personen, 260.989 stimmten dagegen. Damit war die Vorlage der Initiative erfolgreich.

## Tabellarische Übersichten
Nachfolgend tabellarische Übersichten aller in Hamburg seit 1997 durchgeführten Volksgesetzgebungsverfahren, getrennt nach Verfahrenstyp. Da die Verwaltung in Hamburg die Auszählung von Unterschriften bei Volksinitiativen und Volksbegehren abbricht, sobald das vorgegebene Quorum erreicht ist, liegen keine amtlichen Zahlen der eingereichten und für gültig befundenen Unterschriften vor.

### Volksinitiativen
| Lfd. Nr. | Beginn der Sammlung | Anliegen                                                                                         | Ergebnis                                                                                    |
| --- | ------------------- | ------------------------------------------------------------------------------------------------ | ------------------------------------------------------------------------------------------- |
| 1 | 28. Mai 1997        | Für erleichterte Volksentscheide in Hamburg                                                      | von der Bürgerschaft abgelehnt                                                              |
| 2 | 28. Mai 1997        | Für Bürgerentscheide in den Bezirken                                                             | von der Bürgerschaft abgelehnt                                                              |
| 3 | 1. Aug. 1999        | Für die Einführung von Halloween als Feiertag                                                    | keine Unterschriften eingereicht                                                            |
| 4 | 27. Apr. 2000       | Für einen Ausbau der direkten Demokratie in Hamburg                                              | keine Unterschriften eingereicht                                                            |
| 5 | 30. Mai 2000        | Für die Sonntagsöffnung von Videotheken                                                          | Kompromiss mit Bürgerschaft erzielt                                                         |
| 6 | 9. Mai 2001         | Für ein neues Wahlrecht in Hamburg                                                               | keine Unterschriften eingereicht                                                            |
| 7 | 18. Aug. 2001       | Für eine Reform der Volksgesetzgebung                                                            | keine Unterschriften eingereicht                                                            |
| 8 | 1. Feb. 2002        | Für eine Änderung des Rettungsdienstgesetzes                                                     | keine Unterschriften eingereicht                                                            |
| 9 | 1. Mai 2002         | Gegen weitere verkaufsoffene Sonntage                                                            | von der Bürgerschaft abgelehnt                                                              |
| 10 | 1. Mai 2002         | Gegen die Privatisierung der Hamburger Kliniken                                                  | von der Bürgerschaft abgelehnt                                                              |
| 11 | 28. Juni 2002       | Für ein neues Wahlrecht in Hamburg                                                               | von der Bürgerschaft abgelehnt                                                              |
| 12 | 19. Dez. 2002       | Für eine Reform der Kitas                                                                        | von der Bürgerschaft abgelehnt                                                              |
| 13 | 6. Feb. 2003        | Gegen eine Privatisierung der Hamburger Wasserbetriebe                                           | von der Bürgerschaft abgelehnt                                                              |
| 14 | 27. Feb. 2003       | Für einen Erhalt der Krankenhäuser in Trägerschaft des Landes Hamburg                            | keine Unterschriften eingereicht                                                            |
| 15 | 22. Mai 2003        | Gegen einen Verbleib der Berufsschulen in Trägerschaft des Landes Hamburg                        | von der Bürgerschaft abgelehnt                                                              |
| 16 | 13. Aug. 2003       | Für den Erhalt des Rosengartens                                                                  | Kompromiss mit Bürgerschaft erzielt                                                         |
| 17 | 1. Okt. 2003        | Gegen die geplante Universitätsreform und die Einführung von Studiengebühren                     | Volksinitiative übernommen                                                                  |
| 18 | 10. Dez. 2004       | Gegen die Reform der Volksgesetzgebung                                                           | von der Bürgerschaft abgelehnt                                                              |
| 19 | 11. Jan. 2005       | Für eine Erweiterung der Volksgesetzgebung                                                       | von der Bürgerschaft abgelehnt                                                              |
| 20 | 7. Sep. 2007        | Selbstbestimmung für die Gastronomie                                                             | zustande gekommen, Antrag auf Volksbegehren wurde nicht gestellt                            |
| 21 | 24. Sep. 2007       | Für eine Legalisierung der Sterbehilfe                                                           | keine Unterschriften eingereicht                                                            |
| 22 | 30. Okt. 2007       | Für eine Schulreform in Hamburg                                                                  | von der Bürgerschaft abgelehnt                                                              |
| 23 | 10. Dez. 2007       | Für faire und verbindliche Volksentscheide                                                       | Kompromiss mit Bürgerschaft erzielt                                                         |
| 24 | 17. Jan. 2008       | Für eine Reform des Wahlrechts in Hamburg                                                        | von der Bürgerschaft abgelehnt                                                              |
| 25 | 21. Mai 2008        | Gegen die Schulreform des Senats                                                                 | von der Bürgerschaft abgelehnt                                                              |
| 26 | 28. Juli 2009       | Lebendiges und kreatives Gängeviertel                                                            | keine Unterschriften eingereicht                                                            |
| 27 | 5. Juli 2010        | Für die Ausweitung des Nichtraucherschutzes                                                      | keine Unterschriften eingereicht                                                            |
| 28 | 14. Juli 2010       | Gegen Privatisierungen ohne Volksentscheid                                                       | von der Bürgerschaft abgelehnt                                                              |
| 29 | 16. Dez. 2010       | Für den Bau einer Stadtbahn                                                                      | keine Unterschriften eingereicht                                                            |
| 30 | 20. Sep. 2010       | Für den Ausbau der Kita-Betreuung                                                                | von der Bürgerschaft abgelehnt                                                              |
| 31 | 21. Okt. 2010       | Gegen den Bau einer Stadtbahn                                                                    | zustande gekommen, kein Antrag auf Volksbegehren nach dem Stopp der Planungen               |
| 32 | 1. Nov. 2010        | Erhalt des Altonaer Museums                                                                      | Kompromiss mit Bürgerschaft erzielt                                                         |
| 33 | 13. Sep. 2011       | Gegen das Alkoholverbot im ÖPNV                                                                  | keine Unterschriften eingereicht                                                            |
| 34 | 28. Okt. 2011       | Für ein Informationsfreiheitsgesetz                                                              | Kompromiss mit Bürgerschaft erzielt                                                         |
| 35 | 4. Juni 2012        | Für einen zusätzlichen Feiertag                                                                  | keine Unterschriften eingereicht                                                            |
| 36 | 5. Juli 2010        | Für eine Rekommunalisierung der Energienetze (Strom, Fernwärme, Gas)                             | von der Bürgerschaft abgelehnt                                                              |
| 37 | 18. Dez. 2013       | Referendumsbegehren „Faires Wahlrecht – Jede Stimme zählt“                                       | Das Verfassungsgericht hat festgestellt, dass ein Referendum unzulässig ist.                |
| 38 | 17. Jan. 2014       | Abschaffung von Gefahrengebieten                                                                 | nicht genügend Unterschriften eingereicht                                                   |
| 39 | 15. Mai 2013        | Für ein Wahlrecht zwischen dem Abitur in Klasse 12 (G8) und in Klasse 13 (G9) an allen Gymnasien | von der Bürgerschaft abgelehnt                                                              |
| 40 | 17. Okt. 2014       | Stopp des Busbeschleunigungsprogramms                                                            | zustande gekommen, von der Bürgerschaft abgelehnt, kein Antrag auf Volksbegehren            |
| 41 | 27. Mai 2015        | Für ein faires Verfahren zur Volksabstimmung über Olympische und Paralympische Spiele in Hamburg | keine Unterschriften eingereicht                                                            |
| 42 | 3. Juli 2015        | Für einen Stopp der Bewerbung um Olympische und Paralympische Spiele 2024                        | zustande gekommen, kein Antrag auf Volksbegehren nach dem Referendum                        |
| 43 | 9. Apr. 2015        | Für den Ausbau der Ganztagsbetreuung an Hamburger Schulen                                        | Kompromiss mit Bürgerschaft erzielt                                                         |
| 44 | 26. Feb. 2016       | Für Verbesserung der Unterbringung und Integration von Flüchtlingen                              | Kompromiss mit Bürgerschaft erzielt                                                         |
| 45 | 27. Mai 2015        | Für Volksentscheide bei Verfassungsänderungen                                                    | zustande gekommen, Entscheid des Verfassungsgerichts: Volksbegehren ist nicht durchzuführen |
| 46 | 23. Jan. 2017       | Ausbau der Inklusion für Hamburgs Schüler und Schülerinnen                                       | Kompromiss mit Bürgerschaft erzielt                                                         |
| 47 | 1. Nov. 2017        | Für Verbesserung der Qualität in den Hamburger Kitas                                             | Kompromiss mit Bürgerschaft erzielt                                                         |
| 48 | 8. März 2018        | Gegen Pflegenotstand in Hamburgs Krankenhäusern                                                  | zustande gekommen, Entscheid des Verfassungsgerichts: Volksbegehren ist nicht durchzuführen |
| 49 | 30. Nov. 2017       | Bestandsgarantie für Grünanteile in Hamburg                                                      | Kompromiss mit Bürgerschaft erzielt                                                         |
| 50 | 21. Feb. 2018       | Für ein Hamburgisches Kohleausstiegsgesetz                                                       | Kompromiss mit Bürgerschaft erzielt                                                         |
| 51 | 29. März 2019       | Für Verbesserungen im Radverkehr                                                                 | Kompromiss mit Bürgerschaft erzielt                                                         |
| 52 | 30. Apr. 2019       | Für Streichung der Hamburger Schuldenbremse                                                      | zustande gekommen, Entscheid des Verfassungsgerichts: Volksbegehren ist nicht durchzuführen |
| 53 | 5. Aug. 2019        | Für Verbindlichkeit von Bürgerbegehren und Bürgerentscheiden                                     | zustande gekommen, Entscheid des Verfassungsgerichts: Volksbegehren ist nicht durchzuführen |
| 54 | 15. Jan. 2020       | Für eine autofreie Innenstadt                                                                    | keine Unterschriften eingereicht                                                            |
| 55 | 4. Feb. 2020        | Begrenzung des Mietzinses für auf städtischen Grundstücken neu gebaute Wohnungen                 | zustande gekommen (17. November 2020), aber zurückgenommen (Dezember 2022)                  |
| 56 | 4. Feb. 2020        | Verbot der Veräußerung von Grundstücken und Wohnungen der Freien und Hansestadt Hamburg          | zustande gekommen (17. November 2020), aber zurückgenommen (Mai 2023)                       |
| 57 | 12. Feb. 2020       | Gesetzentwurf zur Erprobung eines bedingungslosen Grundeinkommens                                | zustande gekommen, Entscheid des Verfassungsgerichts: Volksbegehren ist nicht durchzuführen |
| 58 | 19. März 2021       | Gegen Transport und Umschlag von Rüstungsgütern über den Hamburger Hafen                         | zustande gekommen, Entscheid des Verfassungsgerichts: Volksbegehren ist nicht durchzuführen |
| 59 | 19. Aug. 2021       | Für ein 1,5-Grad-kompatibles Klimaschutzgesetz                                                   | ausreichende Anzahl Unterschriften, aber nicht fristgerecht eingereicht                     |
| 60 | 15. Sep. 2021       | Für den Erhalt aller Hamburger Grünflächen, die größer als 1 Hektar sind                         | zustande gekommen, Entscheid des Verfassungsgerichts: Volksbegehren ist nicht durchzuführen |
| 61 | 22. Okt. 2021       | Schutz für Kinder anstatt Schutz vor Kindern in der COVID-19-Pandemie                            | keine Unterschriften eingereicht                                                            |
| 62 | 25. Apr. 2022       | Für Verbesserung des Stadtbildes durch ein Werberegulierungsgesetz                               | zustande gekommen (15. November 2022), jedoch nicht das Volksbegehren im April/Mai 2025     |
| 63 | 15. Sep. 2022       | Für Enteignung der großen Wohnungsunternehmen in Hamburg                                         | zustande gekommen (11. April 2023), aber zurückgenommen (Dezember 2024)                     |
| 64 | 7. Feb. 2023        | Gegen Gendersprache in Verwaltung und Bildung                                                    | zustande gekommen (15. August 2023), jedoch nicht das Volksbegehren im August 2024          |
| 65 | 23. Juni 2023       | Wiedereinführung des neunjährigen Gymnasiums („G9 Gesetz“)                                       | zustande gekommen (9. Januar 2024), jedoch nicht das Volksbegehren im September 2024        |
| 66 | 31. Aug. 2023       | Gegen Anwesenheitspflicht für Schüler, für „alternative Lernwege“                                | keine Unterschriften eingereicht                                                            |
| 67 | 22. Sep. 2023       | (2.) Gesetzentwurf zur Erprobung eines bedingungslosen Grundeinkommens                           | zustande gekommen (6. Februar 2024)                                                         |
| 68 | 21. Jan. 2024       | Für Verbesserung des Hamburger Klimaschutzgesetzes                                               | zustande gekommen (27. Februar 2024)                                                        |
| Farblegende: Volksinitiative erfolgreich und übernommen, Volksinitiative an Unterschriftenhürde gescheitert, Volksinitiative erfolgreich, aber nicht übernommen, Verfahren läuft noch/Ausgang noch offen |                     |                                                                                                  |                                                                                             |

### Volksbegehren
| Lfd. Nr. | Beginn der Sammlung | Anliegen                                                                                         | Ergebnis                                                                     |
| --- | ------------------- | ------------------------------------------------------------------------------------------------ | ---------------------------------------------------------------------------- |
| 1 | 9. März 1998        | Für erleichterte Volksentscheide in Hamburg                                                      | von der Bürgerschaft abgelehnt                                               |
| 2 | 9. März 1998        | Für Bürgerentscheide in den Bezirken                                                             | von der Bürgerschaft abgelehnt                                               |
| 10 | 5. Mai 2003         | Gegen die Privatisierung der Hamburger Kliniken                                                  | von der Bürgerschaft abgelehnt                                               |
| 11 | 15. Sep. 2003       | Für ein neues Wahlrecht in Hamburg                                                               | von der Bürgerschaft abgelehnt                                               |
| 12 | 17. Nov. 2003       | Für eine Reform der Kitas                                                                        | von der Bürgerschaft übernommen                                              |
| 13 | 23. Aug. 2004       | Gegen eine Privatisierung der Hamburger Wasserbetriebe                                           | von der Bürgerschaft übernommen                                              |
| 15 | 23. Aug. 2004       | Gegen einen Verbleib der Berufsschulen in Trägerschaft des Landes Hamburg                        | Kompromiss mit Bürgerschaft erzielt                                          |
| 18 | 13. Feb. 2007       | Gegen die Reform der Volksgesetzgebung                                                           | von der Bürgerschaft übernommen                                              |
| 19 | 13. Feb. 2007       | Für eine Erweiterung der Volksgesetzgebung                                                       | von der Bürgerschaft abgelehnt                                               |
| 22 | 19. Sep. 2008       | Für eine Schulreform in Hamburg                                                                  | an der Unterschriftenhürde gescheitert                                       |
| 24 | 23. Jan. 2009       | Für eine Reform des Wahlrechts in Hamburg                                                        | Kompromiss mit Bürgerschaft erzielt                                          |
| 25 | 28. Okt. 2009       | Gegen die Schulreform des Senats                                                                 | von der Bürgerschaft abgelehnt                                               |
| 28 | 3. Mai 2011         | Gegen Privatisierungen ohne Volksentscheid                                                       | von der Bürgerschaft abgelehnt                                               |
| 36 | 2. Juni 2011        | Für eine Rekommunalisierung der Energienetze (Strom, Fernwärme, Gas)                             | von der Bürgerschaft abgelehnt                                               |
| 37 | 18. Dez. 2013       | Referendumsbegehren „Faires Wahlrecht – Jede Stimme zählt“                                       | Das Verfassungsgericht hat festgestellt, dass ein Referendum unzulässig ist. |
| 39 | 18. Sep. 2014       | Für ein Wahlrecht zwischen dem Abitur in Klasse 12 (G8) und in Klasse 13 (G9) an allen Gymnasien | an der Unterschriftenhürde gescheitert                                       |
| 64 | 8. Aug. 2024        | Gegen Gendersprache in Verwaltung und Bildung                                                    | an der Unterschriftenhürde gescheitert                                       |
| 65 | 10. Sep. 2024       | Wiedereinführung des neunjährigen Gymnasiums („G9 Gesetz“)                                       | an der Unterschriftenhürde gescheitert                                       |
| 67 | 10. Sep. 2024       | (2.) Gesetzentwurf zur Erprobung eines bedingungslosen Grundeinkommens                           | zustande gekommen                                                            |
| 68 | 28. Sep. 2024       | Für Verbesserung des Hamburger Klimaschutzgesetzes                                               | zustande gekommen                                                            |
| 62 | 23. Apr. 2025       | Für Verbesserung des Stadtbildes durch ein Werberegulierungsgesetz                               | an der Unterschriftenhürde gescheitert                                       |
| Farblegende: Volksbegehren erfolgreich und übernommen, Volksbegehren an Unterschriftenhürde gescheitert, Volksbegehren erfolgreich, aber nicht übernommen, Verfahren läuft noch/Ausgang noch offen |                     |                                                                                                  |                                                                              |

### Volksentscheide
| Lfd. Nr. | Tag der Abstimmung | Anliegen                                                             | AB     | Ja(T)  | Ja(AB) | AE |
| --- | ------------------ | -------------------------------------------------------------------- | ------ | ------ | ------ | -- |
| 1 | 27. Sep. 1998      | Für erleichterte Volksentscheide in Hamburg                          | 66,7 % | 74,1 % | 45,2 % | UG |
| 2 | 27. Sep. 1998      | Für Bürgerentscheide in den Bezirken                                 | 66,7 % | 73,2 % | 44,5 % | An |
| 10 | 29. Feb. 2004      | Gegen die Privatisierung der landeseigenen Krankenhäuser             | 64,9 % | 76,8 % | 49,2 % | An |
| 11 | 13. Juni 2004      | Für ein neues Wahlrecht in Hamburg                                   | 34,0 % | 66,5 % | 21,1 % | An |
| 19 | 14. Okt. 2007      | Für den Ausbau der Volksgesetzgebung in Hamburg                      | 39,1 % | 75,9 % | 30,1 % | UG |
| 25 | 18. Juli 2010      | Gegen die Schulreform des Senats                                     | 39,3 % | 58,0 % | 22,4 % | An |
| 36 | 22. Sep. 2013      | Für eine Rekommunalisierung der Energienetze (Strom, Fernwärme, Gas) | 68,7 % | 50,9 % | 34,4 % | An |
| AB: Abstimmungsbeteiligung; Ja(T):Zustimmungsanteil der Abstimmungsteilnehmer; Ja(AB):Zustimmungsanteil der Abstimmungsberechtigten; AE:Abstimmungsergebnis Farblegende: Begehren im Volksentscheid angenommen (An),Begehren im Volksentscheid unecht gescheitert (UG), Begehren im Volksentscheid abgelehnt (Ag) |                    |                                                                      |        |        |        |    |